# Szaljut–7 (film)
A Szaljut-7 (eredeti cím: Салют 7) 2017-ben bemutatott orosz filmdráma, amelyet Klim Sipenko rendezett. A főbb szerepekben Vlagyimir Vdovicsenkov, Marija Mironova, Ljubov Akszjonova, Alekszandr Szamojlenko és Pavel Gyerevjanko látható.
Oroszországban 2017. október 12-én mutatták be a mozikban.

## Cselekmény
Vlagyimir „Vologya” Fjodorov űrhajóst a Szaljut-program orvosi bizottsága további intézkedésig felmenti az űrrepülések alól. A Szaljut–7 űrállomáson egy űrhajón kívüli tevékenység során azt állította, hogy furcsa kékes fényt látott. Nem sokkal később, 1985. február 11-én a személyzet nélkülivé vált űrállomáson meteorokkal való ütközés következtében áramkimaradás következik be. A földi állomás elveszíti a rádiókapcsolatot az űrállomással, és így az irányítást is. 
A Szaljut-program vezetőjét, Valerij Subint az ország katonai vezetése akcióra kényszeríti, hogy akadályozzon meg egy esetleges „beszállásos támadást” és az állomás űrsikló segítségével történő amerikai elfoglalását. A hadsereg követeli, hogy Subin azonnal küldjön fel egy Szojuz legénységet a Szaljut 7-re, hogy az űrállomást újra működtetni tudják, vagy legalább ellenőrzött módon lehozzák. A szovjet védelmi miniszter azzal fenyegetőzik, hogy ha ez nem történik meg, akkor „rakétával lehozzák a Szaljut-7-et” (azaz lelövik).
Subin a legénység egyik tagjává választja Viktor „Vitya” Aljohin mérnököt, aki jelentős szerepet játszott az űrállomás tervezésében, de még soha nem járt a világűrben. Utóbbi a tapasztalt barátját, Fjodorovot akarja parancsnoknak, de Subin az orvosi bizottság döntésére hivatkozva ezt elutasítja. Amikor azonban az összes többi lehetséges jelölt kudarcot vall a szimulátorban, amikor megpróbálnak dokkolni a két tengelyen forgó Szaljut-7-hez, Subin mégiscsak alkalmazza Fjodorovot. 
Aljohin és Fjodorov felesége sem lelkesedik férjeiknek a misszióban való részvételéért.
Az űrhajó indítása a Bajkonuri űrrepülőtérről simán megy, és miután Föld körüli pályára állt, Fjodorovnak egyetlen sikertelen kísérlet után sikerül dokkolnia a Szojuzt az űrállomáshoz. Miután kinyitják az űrállomás légzsilipjének válaszfalát, felfedezik, hogy a légnyomás normális, de a hőmérséklet jóval nulla fok alatt van. A falakat és a műszereket fagy- vagy jégréteg borítja. Úgy tűnik, hogy egy vízcső eltört. Nem világos, hogy ez az áramkimaradás oka, vagy csak következménye. A helyzetre való tekintettel Subin csak öt napot tud adni a két űrhajósnak, hogy újra működésbe hozzák az állomást. Ha addig nem járnak sikerrel, akkor kezdeményezniük kell az állomással egy ellenőrzött zuhanást az óceánba. 
Fjodorov és Aljohin munkához lát, és sikerül megolvasztaniuk a jeget, kiszívni a vizet és kiszárítani a Szaljut-7 elektromos és elektronikai berendezéseit. Az állomás újbóli bekapcsolására tett első kísérlet azonban kudarcot vall. Fjodorov kiszáll, hogy kívülről szemügyre vegye az állomást. Megerősíti a földi állomás személyzete által a fényképek alapján tett megfigyelést, miszerint a napelemes érzékelő burkolata, amely a napelemek helyes beállításához szükséges, súlyosan megsérült. Ez nyilvánvalóan megakadályozza a rendszerek újraindítását. Miután megszakad a rádiókapcsolat a küldetésirányítással, amely egy Föld-közeli pályán mindig 20 percig tart, Fjodorov az egyik ablakon keresztül látja, hogy tűz üt ki az állomáson. Minden óvintézkedésük ellenére egy nagy csepp víz észrevétlenül a Szojuzba tévedt, és rövidzárlatot okozott.
Aljohin el tudja oltani a tüzet, de súlyos égési sérüléseket és füstmérgezést szenved. Ezenkívül a Szojuz jelenleg rendelkezésre álló egyetlen életfenntartó rendszere korlátozottan működik. A Szojuz vezérlőrendszere is meghibásodott. Közben megtudják, hogy az amerikai űrsikló is elindult. A hadsereg azt szorgalmazza, hogy a Szaljutot lőjék le, mielőtt az amerikaiak kezébe kerülne. 
Subin határidőt kér a két űrhajós evakuálására. A földi állomás személyzete azonban kiszámítja, hogy az irányítás nélküli Szojuzban a visszatérő repüléshez szükséges oxigénellátás csak a két űrhajós egyikének lenne elegendő. Subin utasítja Fjodorovot, hogy ültesse Aljohint a Szojuz kapszulába, majd dokkolja le az állomásról. Fjodorov feleségét, Nyinát és kislányát, Olját egykori Szaljut-kollégája fogadja, és a földi állomásra viszi, hogy elbúcsúzzanak tőle. Nyina utolsó szavai a férjéhez azonban a „gyere vissza”. Közben Aljohin felesége, aki előrehaladott terhességben van, vajúdni kezd.
Amikor Fjodorov megvitatja Aljohinnal a Subin által készített tervet, Aljohin nem hajlandó egyedül visszarepülni. Ehelyett azzal az ötlettel áll elő, hogy távolítsák el a napérzékelő fedelét, és így az állomás mégiscsak újra működni tudna. Fjodorov beleegyezik, mindketten űrsétát tesznek, de számos sikertelen próbálkozás után, amikor kalapáccsal próbálják leütni a fedelet, mindketten kifáradnak és megadják magukat a feltételezett sorsuknak. A Föld éjszakai oldalán sodródva Aljohin hirtelen rájön, hogy a fém borítás nagyon alacsony hőmérsékleten törékenyebb, és könnyebben törik. Ezért újra megpróbálják, és utolsó erejével Fjodorovnak sikerül a fedelet eltávolítania. A napelemek összehangolódnak és mozgásba lendülnek, a Szaljut rendszerei bekapcsolnak, és a földi állomás ismét teljes irányítást kap. 
Tájékoztatják Aljohint, hogy nemrég kislánya született. 
Az amerikai űrsikló a közelben repül el, az űrhajósok tisztelegnek Fjodorovnak és Aljohinnak. Végül a két űrhajós, még mindig a fedélzeten kívül, meglátja azt a furcsa kékes fényt, amelyet Fjodorov a film elején látott.

## Szereplők
| Szereplő                            | Színész                   | Magyar hang      |
| ----------------------------------- | ------------------------- | ---------------- |
| Vlagyimir Fjodorov                  | Vlagyimir Vdovicsenkov    | László Zsolt     |
| Viktor Aljohin                      | Pavel Gyerevjanko         | Gáspár András    |
| Valerij Subin, repülésirányító      | Alekszandr Szamojlenko    | Besenczi Árpád   |
| Szása, Subin helyettese             | Alekszandr Ratnyikov      | Kovács Tamás     |
| Jurij Mihajlovics Sumakov           | Vitalij Hajev             | Konrád Antal     |
| Boldirev                            | Igor Ugolnyikov           | Cs. Németh Lajos |
| Nyina Fjodorova, Vlagyimir felesége | Marija Mironova           | Balsai Móni      |
| Lilija Aljohina, Viktor felesége    | Ljubov Akszjonova         | Farkasházi Réka  |
| Szvetlana Lazareva                  | Okszana Fangyera          | F. Nagy Eszter   |
| Igor Zajcev                         | Nyikita Panfilov          | Kisfalusi Lehel  |
| Az MCC alkalmazottja                | Alekszandra Szerebrjakova | Katona Zoltán    |
| Natasa, orvos                       | Natalja Kudrjasova        | Solecki Janka    |
| pszichiáter                         | Artur Vaha                | Kajtár Róbert    |

### Magyar változat
- Bemondó: Bozai József
- Magyar szöveg: Kléner Gizella
- Hangmérnök: Nemes László
- Vágó: Simkóné Varga Erzsébet
- Gyártásvezető: Kincses Tamás
- Szinkronrendező: Marton Bernadett

A szinkront a Mafilm Audio Kft. készítette el.

## Fordítás
- Ez a szócikk részben vagy egészben  a   Salyut-7 című német Wikipédia-szócikk fordításán alapul.  Az eredeti cikk szerkesztőit annak laptörténete sorolja fel. Ez a jelzés csupán a megfogalmazás eredetét és a szerzői jogokat jelzi, nem szolgál a cikkben szereplő információk forrásmegjelöléseként.